# Sing Sing Thanksgiving
Sing Sing Thanksgiving, auch Sing Sing, Ossining, 1972. B.B. King, Joan Baez, live, oder schließlich B.B. King & Joan Baez. In concert at Sing Sing Prison, 1972 ist ein Konzertmitschnitt und das Ergebnis eines einjährigen Filmworkshops, ins Leben gerufen von den beiden Filmleuten David Hoffmann und Harry Wiland. Sie wohnten in der Nähe des Gefängnisses, das im Volksmund Sing Sing genannt wird und in der Kleinstadt Ossining im Bundesstaat New York steht.
Dieses Filmprojekt wurde von allerlei Schwierigkeiten begleitet. Es gab Probleme mit der Ausrüstung, mit der Haltung der Gefängnisverwaltung und der Insassen. Aber mit einer Gruppe von zwölf Gefangenen konnte ein Thanksgiving-Konzert als Abschluss des Projektes organisiert werden. Das Konzert sollte von den Projektleitern geplant und gefilmt werden, und die Insassen waren für den Ablauf zuständig. Von den vielen Künstlern, die eingeladen worden waren, hatten nur Joan Baez, B.B. King, The Voices of East Harlem und der Komiker Jimmy Walker zugesagt.
Inhalt des Films sind die Konzertvorbereitungen, Interviews mit Gefangenen, dem ehemaligen Direktor, Wärtern und schließlich das Konzert selbst. In die Konzertmitschnitte wird immer wieder Filmmaterial, das in Sing Sing aufgenommen wurde, eingeblendet.
Die Voices of East Harlem singen in einer Mischung aus Funk und Gospel von Freiheit und Gleichheit, Joan Baez vom Abschaffen der Gefängnisse. In ihren Liedern warb sie um Verständnis für jene, die auf die schiefe Bahn geraten sind. B.B. King brachte das Publikum mit seinen charmanten Texten zum Lachen und mit seinem überragenden Gitarrenspiel zur Begeisterung.